# Heliophanus decoratus
Heliophanus decoratus är en spindelart som beskrevs av Koch L. 1875. Heliophanus decoratus ingår i släktet Heliophanus och familjen hoppspindlar. Inga underarter finns listade i Catalogue of Life.